# Dersingham

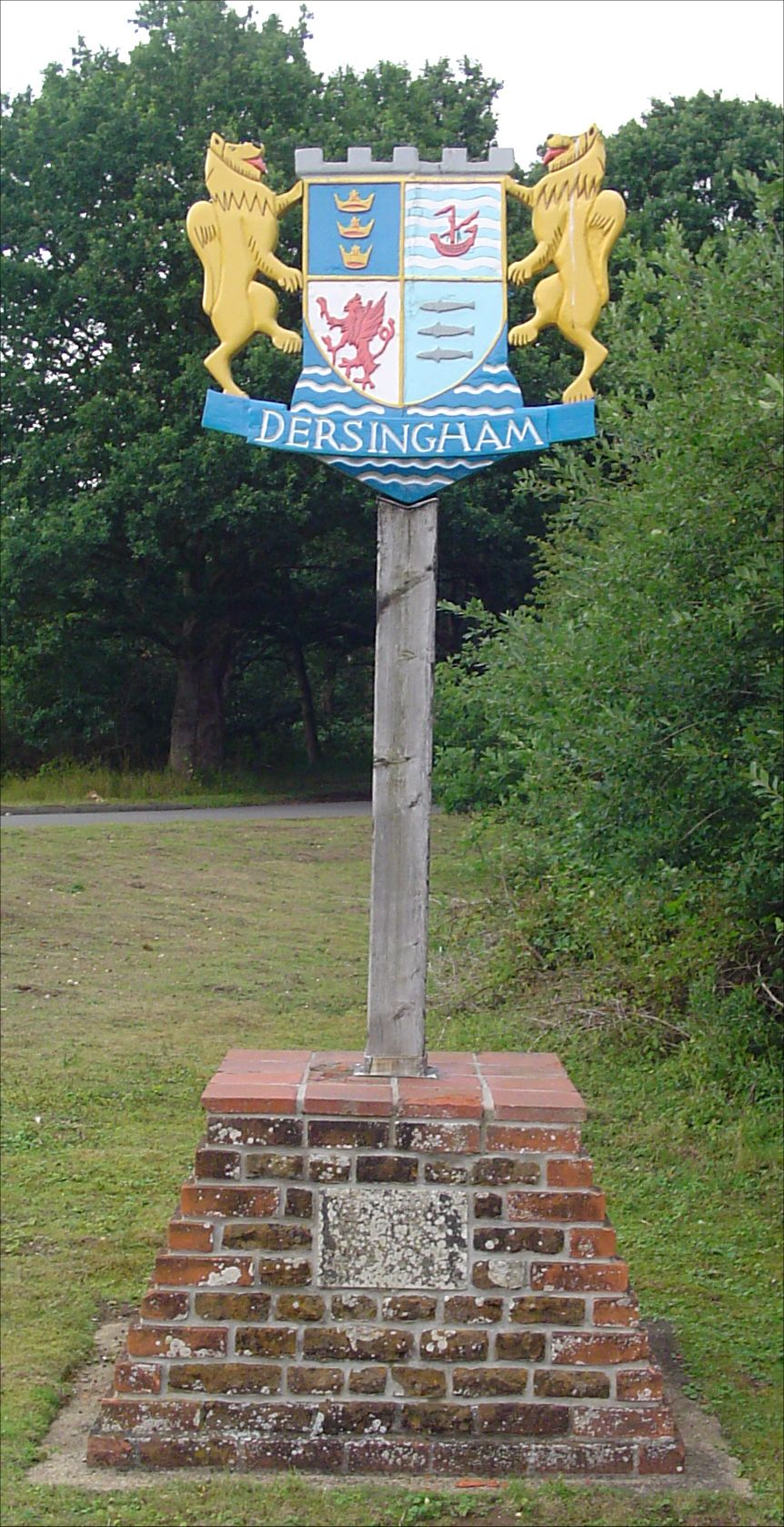
Signpost in Dersingham

Dersingham ist ein Dorf und eine Gemeinde in der englischen Grafschaft von Norfolk. Das Dorf liegt etwa 12 Kilometer nördlich der Stadt King’s Lynn und 70 Kilometer nordwestlich der Stadt Norwich.
Die Gemeinde hat eine Fläche von 14,5 m² und der 2001er Census verzeichnete eine Bevölkerung von 4502 in 2110 Haushalten. Bezüglich der lokalen Regierung gehört die Gemeinde zum Distrikt von King’s Lynn and West Norfolk.
Sandringham House, ein bevorzugtes Ferienhaus Elisabeth II. und mehrerer ihrer Vorgänger, liegt im Süden von Dersingham in der Gemeinde von Sandringham. Elisabeth II. besuchte die Dersingham Infant School um ihr Diamantenes Jubiläum am 6. Februar 2012 zu feiern.
Das nahe Dersingham Bog National Nature Reserve, verwaltet von English Nature, beherbergt Sumpfgebiet um Heide- und Waldlandschaft. Vögel wie der Birkenzeisig, der Kreuzschnabel, die Waldohreule, der Baumpieper, der Sperber und die Nachtschwalbe sind hier anzutreffen.

## Söhne und Töchter des Dorfes
- Arthur Bryant, Historiker und Kolumnist für die Illustrated London News
- Thomas Kerrich (1748–1828), Künstler und Antiquar, wurde hier geboren und wurde 1784 Vikar
- Frederick Ralph (1836–1919), königlicher Fotograf
- Roger Taylor (* 1949), Schlagzeuger der Band Queen, wurde in Dersingham geboren.
- Ginger Baker (1939–2019), Schlagzeuger, mietete Dersingham Hall während seiner Baker-Gurvitz-Army-Zeit